# Campeonato Uruguayo de Primera División "B" 1943
El Campeonato Uruguayo de Segunda División 1943 fue la segunda edición del torneo de segunda categoría profesional del fútbol de Uruguay.

## Posiciones
| Pos. | Equipo      | Pts. | PJ | PG | PE | PP | GF | GC | Dif. |
| ---- | ----------- | ---- | -- | -- | -- | -- | -- | -- | ---- |
| 1º   | Cerro       | 22   | 14 | 10 | 2  | 2  | 33 | 8  | +25  |
| 2º   | River Plate | 22   | 14 | 10 | 2  | 2  | 32 | 10 | +22  |
| 3º   | Progreso    | 22   | 14 | 9  | 4  | 1  | 33 | 12 | +21  |
| 4º   | Bella Vista | 16   | 14 | 7  | 2  | 5  | 25 | 15 | +10  |
| 5º   | San Carlos  | 9    | 14 | 4  | 1  | 9  | 16 | 37 | -21  |
| 6º   | Wilson      | 7    | 14 | 2  | 3  | 9  | 17 | 30 | -13  |
| 7º   | Fénix       | 7    | 14 | 3  | 1  | 10 | 12 | 33 | -21  |
| 8º   | Colón       | 7    | 14 | 3  | 1  | 10 | 11 | 34 | -23  |

|  | Juega play-off por ascenso a Primera División |
|  | Juega play-off por descenso a Intermedia      |

## Resultados
| Progreso    | 5 – 0 | Colón       |
| River Plate | 2 – 0 | Bella Vista |
| Cerro       | 5 – 0 | Fénix       |
| San Carlos  | 2 – 2 | Wilson      |

| River Plate | 1 – 0 | Cerro       |
| Progreso    | 2 – 1 | Bella Vista |
| Fénix       | 2 – 1 | San Carlos  |
| Wilson      | 2 – 1 | Colón       |

| River Plate | 2 – 1 | Fénix       |
| Cerro       | 2 – 1 | Bella Vista |
| Progreso    | 2 – 1 | Wilson      |
| San Carlos  | 3 – 1 | Colón       |

| River Plate | 2 – 1 | Wilson     |
| Cerro       | 2 – 0 | Colón      |
| Progreso    | 5 – 1 | San Carlos |
| Bella Vista | 3 – 1 | Fénix      |

| Bella Vista | 2 – 1 | Wilson      |
| Fénix       | 3 – 2 | Colón       |
| Progreso    | 2 – 1 | River Plate |
| Cerro       | 5 – 2 | San Carlos  |

| Cerro       | 0 – 0 | Progreso   |
| Bella Vista | 2 – 0 | Colón      |
| Fénix       | 0 – 0 | Wilson     |
| River Plate | 3 – 0 | San Carlos |

| River Plate | 4 – 1 | Colón       |
| Progreso    | 2 – 1 | Fénix       |
| Cerro       | 4 – 2 | Wilson      |
| San Carlos  | 1-0   | Bella Vista |

| Progreso    | 3 – 0 | Colón       |
| River Plate | 1 – 3 | Bella Vista |
| Cerro       | 3 – 0 | Fénix       |
| San Carlos  | 2 – 1 | Wilson      |

| River Plate | 1 – 1 | Cerro       |
| Progreso    | 2 – 2 | Bella Vista |
| Fénix       | 1 – 3 | San Carlos  |
| Wilson      | 2 – 3 | Colón       |

| River Plate | 3 – 0 | Fénix       |
| Cerro       | 1 – 0 | Bella Vista |
| Progreso    | 2 – 2 | Wilson      |
| San Carlos  | 0 – 1 | Colón       |

| River Plate | 3 – 0 | Wilson     |
| Cerro       | 3 – 0 | Colón      |
| Progreso    | 5 – 1 | San Carlos |
| Bella Vista | 4 – 1 | Fénix      |

| Bella Vista | 4 – 0 | Wilson      |
| Fénix       | 0 – 1 | Colón       |
| Progreso    | 1 – 1 | River Plate |
| Cerro       | 5 – 0 | San Carlos  |

| Cerro       | 0 – 1 | Progreso   |
| Bella Vista | 1 – 1 | Colón      |
| Fénix       | 1 – 3 | Wilson     |
| River Plate | 4 – 0 | San Carlos |

| River Plate | 4 – 0 | Colón       |
| Progreso    | 1 – 2 | Fénix       |
| Cerro       | 2 – 0 | Wilson      |
| San Carlos  | 0 – 2 | Bella Vista |

## Desempates

### Ascenso
| Puesto | Equipo      | Pts. | PJ | PG | PE | PP | GF | GC | Dif. |
| ------ | ----------- | ---- | -- | -- | -- | -- | -- | -- | ---- |
| 1º     | River Plate | 4    | 2  | 2  | 0  | 0  | 4  | 1  | +3   |
| 2º     | Cerro       | 2    | 2  | 1  | 0  | 1  | 4  | 2  | +2   |
| 3º     | Progreso    | 0    | 2  | 0  | 0  | 2  | 2  | 7  | -5   |

|  | Asciende a Primera División |

| Cerro | 4 – 1 | Progreso |

| River Plate | 3 – 1 | Progreso |

| River Plate | 1 – 0 | Cerro |

### Descenso
| Puesto | Equipo | Pts. | PJ | PG | PE | PP | GF | GC | Dif. |
| ------ | ------ | ---- | -- | -- | -- | -- | -- | -- | ---- |
| 1º     | Colón  | 3    | 2  | 1  | 1  | 0  | 4  | 1  | +3   |
| 2º     | Fénix  | 3    | 2  | 1  | 1  | 0  | 3  | 2  | +1   |
| 3º     | Wilson | 0    | 2  | 0  | 0  | 2  | 1  | 5  | -4   |

|  | Desciende a Intermedia |

| Fénix | 2 – 1 | Wilson |

| Colón | 3 – 0 | Wilson |

| Fénix | 1 – 1 | Colón |